# Jana Noskova
Jana Sergejevna Noskova (Russisch: Яна Сергеевна Носкова, Moskou, 2 februari 1994) is een Russisch professioneel tafeltennisster. Zij speelt rechtshandig met de shakehandgreep.
Zij nam namens haar land deel aan de Olympische Zomerspelen 2012 en onder neutrale vlag aan de Olympische Zomerspelen 2020 maar won geen medailles.

## Belangrijkste resultaten
- Zilver in het dubbelspel op de Europese kampioenschappen tafeltennis 2018 met Sofia Polcanova.
- Brons met het team op de Europese kampioenschappen 2013.
- Brons met het team op de Europese kampioenschappen 2015.
- Brons met het team op de Europese kampioenschappen 2017.